# Институт авиации, наземного транспорта и энергетики
Институт авиации, наземного транспорта и энергетики (ИАНТЭ) создан 31 мая 1999 года решением Ученого Совета КГТУ им. А. Н. Туполева как учебно-научное структурное подразделение Университета на базе факультетов «Летательные аппараты» (год основания 1932) и «Двигатели летательных аппаратов» (год основания 1939).

## История
Казанский авиационный институт (образованный на базе аэродинамического отделения Казанского государственного университета решением Главного управления авиационной промышленности Наркомата тяжелой промышленности 5 марта 1932 года) состоял из двух отделений: аэродинамического и самолётостроительного, на базе которых в 1934 году был официально открыт самолётостроительный факультет (первый декан — Архипов К. А.).
Кафедра аэрогидродинамики была создана одновременно с университетом приказом № 11 от 16 мая 1932 г. Её возглавлял Николай Гурьевич Четаев. В 1940 году Н. Г. Четаев переведен на работу в Москву на должность зам. директора (с 1944 г.- директор) института Механики АН СССР, в 1943 году был избран членом — корреспондентом АН СССР.
5 ноября 1933 года приказом директора Казанского авиационного института была образована одна из первых специальных кафедр — кафедра конструкции самолётов. Заведующим кафедрой был назначен З. И. Ицкович — главный конструктор ОКБ по самолётостроению, организованного при институте в том же году Главным управлением авиационной промышленности Наркомтяжпрома СССР.
В 1939 году в КАИ открыт моторостроительный факультет (первый декан — Чусляев А. А.). Заведующим кафедрой авиадвигателей стал Румянцев Сергей Васильевич, впоследствии ректор КАИ, затем зам. министра высшего образования СССР, ректор Университета Дружбы Народов имени Патриса Лумумбы.
В годы Великой Отечественной войны на площадях института работал ряд подразделений и лабораторий Института Физики АН СССР, ЦАГИ, Летно — исследовательского института (ЛИИ), Научно — исследовательского института ГВФ, а также весь состав Харьковского авиационного института.
По совместной инициативе В. П. Глушко, директора КАИ Г. В. Каменкова и декана 2-го факультета С. В. Румянцева на основании приказа от 1 мая 1945 года Народного комиссариата была организована кафедра реактивных двигателей. Приказом № 187 по Казанскому авиационному институту от 14 июля 1945 года директор института Г. В. Каменков утвердил первый состав кафедры: зав.кафедрой В. П. Глушко, проф.кафедры Г. С. Жирицкий, старшие преподаватели Д. Д. Севрук, С. П. Королёв, Г. Н. Лист, Д. Я. Брагин.
С 1965 года направление по ракетным двигателям выделилось в отдельную специальную кафедру, которую до 1988 года возглавлял профессор, доктор технических наук, академик РАН и АН РТ, дважды лауреат Государственной премии СССР В. Е. Алемасов.
С 1988 по 2014 год кафедрой руководил профессор, доктор технических наук, заслуженный деятель науки и техники России и Татарстана, член-корреспондент АН РТ, дважды лауреат Государственной премии СССР Анатолий Федорович Дрегалин.
Кафедра Материаловедения была создана одновременно с институтом и организационно оформлена приказом по институту 11 сентября 1932 года как кафедра общей механической технологии и термической обработки металлов. Первым заведующим кафедрой был инженер Векслин М. З.
Кафедра строительной механики летательных аппаратов основана в 1938 году профессором Ю. Г. Одиноковым. Кафедрой разработаны курсы теории упругости и термопластичности, теории колебаний, строительной механики и расчета на прочность летательных аппаратов, метод конечных элементов, экспериментальные методы определения статической и динамической прочности летательных аппаратов. Направлением научных исследований кафедры является теоретическое и экспериментальное исследование проблем статической и динамической прочности летательных аппаратов.
Кафелра динамики полета и управления была организована в 1967 году профессором Т. К. Сиразетдиновым. Кафедрой разработаны курсы теории и динамики полета, методов оптимизации в авиационной технике, статической динамики и надежности систем управления. Направление научных исследований кафедры — исследование проблем управления, устойчивости и динамики летательных аппаратов.

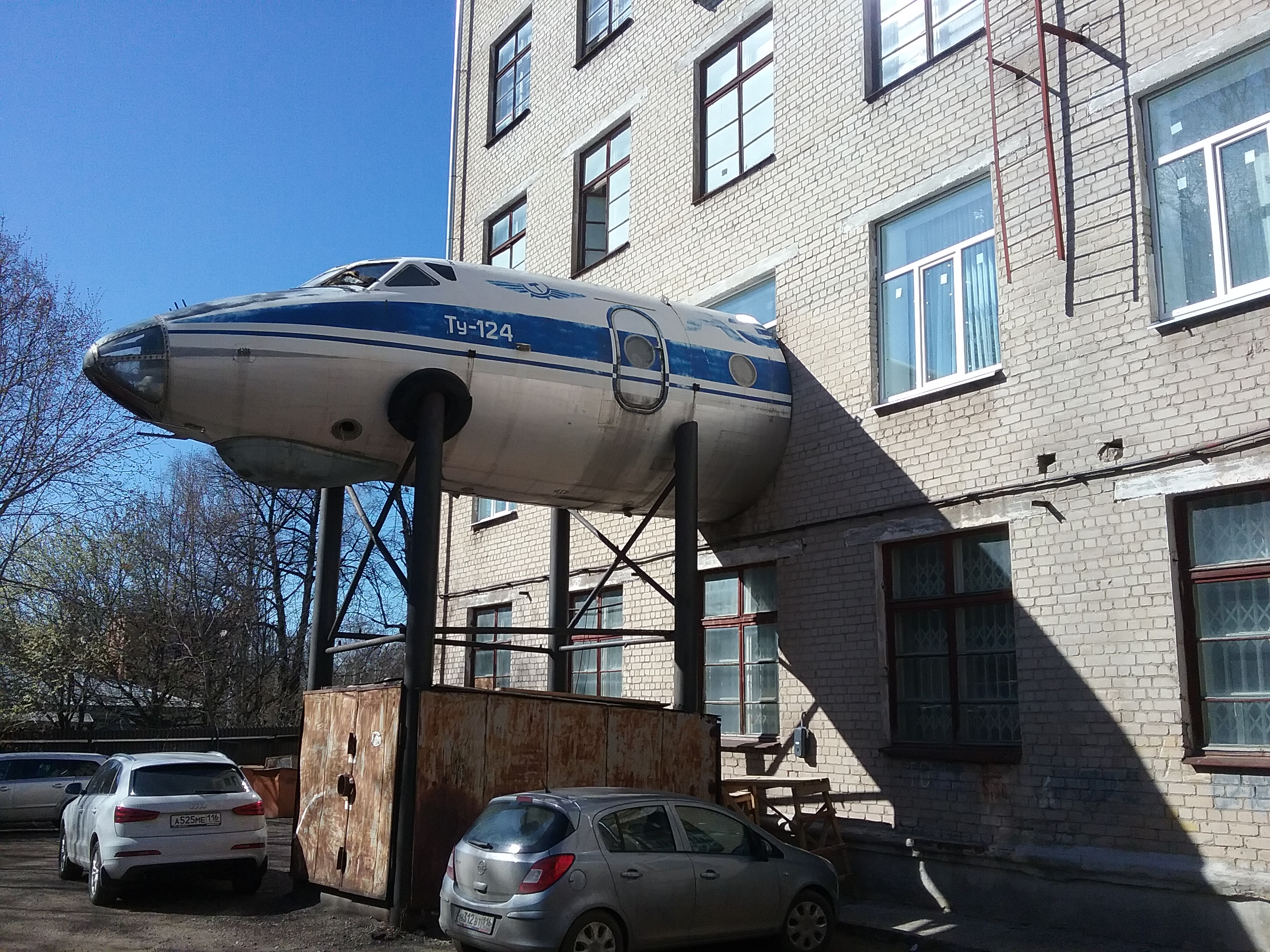
КНИТУ-КАИ, 3-е учебное здание, нос самолёта Ту-124, лаборатория кафедры электрооборудования

Кафедра производства летательных аппаратов была организована в 1934 году. Первым её заведующим был доцент П. Ф. Пархоменко, затем профессор Е. Н. Сивальнев. Кафедрой разработаны курсы технологии производства самолётов и летательных аппаратов, технологии композиционных материалов, организации производства, взаимозаменяемости и стандартизации. Направления научных исследований кафедры состоят в разработке процессов и средств изготовления деталей летательных аппаратов методами пластической деформации, процессов упрочнения деталей, методологии проектирования средств для производства авиационной техники и технология изготовления узлов и агрегатов летательных аппаратов из композиционных материалов. В 2001 году на основе кафедры был создан Центр композитных технологий КНИТУ-КАИ, основной деятельностью которого является разработка конструкций из композитов на основе преформ полученных методом радиального плетения и направленной укладки волокна.
Кафедра технологии машиностроения, металлообрабатывающих станков и инструментов образована в 1983 году объединением кафедры резания, станков и режущего инструмента и кафедры обработки металлов давлением. Кафедра резания, станков и режущего инструмента была организована в 1940 году. Первым её заведующим был доцент А. И. Путырский, затем профессор М. Э. Иткин и доцент О. Л. Иевлев. Кафедра обработки металлов давлением была организована в 1972 году профессором Ю. П. Катаевым, который стал в дальнейшем заведующим объединённой кафедры. Коллективами объединённых кафедр разработаны курсы обработки металлов резанием и давлением, металлорежущих станков и кузнечно-прессового оборудования, автоматов и станков с числовым программным управлением, надежности металлорежущих станков. Направления научных исследований кафедры состоят в разработки методов и средств динамического пластического деформирования металлов и изготовления деталей летательных аппаратов методами обработки металлов резанием.
В 1999 году на базе факультетов летательных аппаратов и двигателей летательных аппаратов основан институт авиации, наземного транспорта и энергетики (ИАНТЭ). Первый директор института — Дрегалин А. Ф.